# EXMA
L'EXMA (acronimo di EXhibiting and Moving Arts e di EX MAttatoio) è uno dei più importanti centri comunali d'arte e cultura di Cagliari. 
La struttura si trova a Villanova, uno dei quattro quartieri storici della città di Cagliari, tra via San Lucifero e via Logudoro. 
Costruita tra il 1845 e il 1852, per oltre un secolo la struttura rivestì la funzione di mattatoio comunale fino alla chiusura nel 1964. Nel 1993, a seguito di un profondo lavoro di restauro e di un cambio di destinazione, il complesso fu riaperto al pubblico come primo centro comunale d’arte destinato alle mostre e agli eventi culturali.
Dotato di numerose sale attrezzate e di un’ampia corte esterna, il Centro ospita durante tutto l’anno diverse tipologie di iniziative, pubbliche e private: dalle mostre temporanee ai concerti, dalle conferenze alle proiezioni cinematografiche fino ad alcuni tra i più importanti festival culturali regionali.
È possibile accedere all’Exma da Via San Lucifero n. 71, dal martedì alla domenica.

## Storia
La costruzione dell'antico mattatoio risale alla seconda metà dell'Ottocento dietro progetto di Domenico Barabino e rimase attivo fino al 1966 quando venne inaugurato il moderno Mattatoio di Via Po.
Originariamente la pianta della struttura era caratterizzata da un grande cortile costituito da un caseggiato centrale e quattro edifici angolari, due dei quali sono stati demoliti successivamente per l'allargamento di via Sonnino, e da una enorme cisterna a cielo aperto. La posizione della cisterna è oggi riconoscibile grazie al disegno in mattonelle bianche presente nel piazzale e alle grate di accesso. Alle due estremità laterali della cisterna si trovano ancora le fontane adibite alla raccolta dell’acqua.
Da notare sono le protomi bovine (teste di buoi) in marmo presenti nel caseggiato principale, lungo il recinto esterno e, di dimensioni maggiori, al di sopra del portale d'accesso esterno.
Dopo molti anni di inutilizzo, il mattatoio è stato ristrutturato prevedendo molte modifiche nel piazzale interno e un accurato recupero degli edifici. Dopo il restauro e il recupero curato dall'architetto veronese Libero Cecchini, l'Exma fu inaugurato nel 1993. 
La riapertura dell’EXMA fu un evento molto importante per la cittadinanza, tale da impiegare la partecipazione dei vigili urbani a cavallo per solennizzare la cerimonia di inaugurazione.

## Collezione
Nell'EXMA si conserva la collezione Nicola Valle, raccolta di stampe dei più importanti artisti del Novecento, come Foiso Fois, Giuseppe Biasi, Stanis Dessy e Mario Delitala.